# Denis de Rasse de la Faillerie
Denis Jean-Baptiste Charles Joseph de Rasse de la Faillerie (Doornik, 31 januari 1762 - Brussel, 28 januari 1839) was een Belgisch senator en magistraat.

## Levensloop
Hij was een zoon van Denis-Charles de Rasse (1724-1786) en van Philippine Brisseau. Zijn vader was schepen van Doornik. Zijn grootvader, Denis de Rasse (1690-1744) kreeg in 1738 adelbrieven. Het naamgedeelte de la Faillerie verwees naar een heerlijkheid die aan de Rasse toebehoorde onder het ancien régime.
Denis Jean-Baptiste trouwde in 1788 met Rose Hersecap (1763-1823). Ze kregen zes kinderen, twee jongens en vier meisjes. De zoons zorgden niet voor verdere naamdragers, zodat deze familietak in 1866 is uitgestorven.
Hij kreeg in 1816 erfelijke adelsbevestiging en in 1827 de titel van baron, overdraagbaar bij eerstgeboorte.
Licentiaat in de rechten, werd hij advocaat in Doornik en verwierf een goede reputatie als pleiter. Hij publiceerde verschillende van zijn pleidooien.
Nog onder het ancien régime werd hij schepen van Doornik (1790-1792). In 1795 werd hij lid van de gemeenteraad die in de Franse tijd werd benoemd.
In 1797 werd hij rechter bij de rechtbank van het departement Jemappes. In 1802 werd hij voorzitter van de rechtbank in Doornik en behield dit ambt tot in 1832. Hij werd toen, bij de eerste grote herschikking van de magistratuur na de Belgische Revolutie, in 1832 raadsheer bij het Hof van Cassatie, een ambt dat hij uitoefende tot aan zijn dood.
Van 1815 tot 1817 was hij lid van de Tweede Kamer voor de provincie Henegouwen. In maart 1832 werd hij verkozen tot katholiek senator voor het arrondissement Doornik. Hij bleef dit slechts tot in oktober van datzelfde jaar, omdat hij, na zijn benoeming in Cassatie, ontslag nam.
Zijn twee zoons werden magistraat:
- Denis-Jean de la Rasse (1789-1866) werd voorzitter van de rechtbank van eerste aanleg in Bergen,
- René de Rasse (1796-1866) werd rechter in Doornik.